# 小池みき
小池 みき (こいけ みき、1987年1月7日 - )は、日本の著述家、漫画家。本名 : 未樹。愛知県名古屋市出身。漫画家としては、井上 能理子（いのうえ のりこ）名義でも活動中。

## 経歴・人物
愛知淑徳大学文化創造学部表現文化学科卒業。2011年、大学卒業後に上京し、テレビ番組制作、金融会社広報、広告代理店のWEBマーケティングなどの仕事に就きながらライター業を請け負い始める。
2012年に企画『百合のリアル』（著者：牧村朝子／企画・構成・作画：小池みき）で星海社ジセダイエディターズ新人賞を受賞し、翌年に発刊。2014年にはコミックエッセイ『同居人の美少女がレズビアンだった件。』（株式会社イースト・プレス／監修：牧村朝子）を刊行。これにより同年、Tokyo SuperStar Awards2014・カルチャー賞を受賞した。

## 作品リスト

### コミックス
- 『同居人の美少女がレズビアンだった件。』 (イースト・プレス、2014年9月)
- 『家族が片づけられない』（井上能理子 名義、イースト・プレス、2016年3月）
- 『やっぱり、きれいになりたい!』（秋田書店電子書籍、2022年10月、全3巻）
  - 初出:『フォアミセス』2020年1月号 - 2022年1月号 連載。

### イラスト
- 百合のリアル (著:牧村朝子、星海社新書、2013年11月)

### 書籍収録作品
コラム
- 「甘やかな夢はどこから生まれる──藤本ひとみの世界」: 『大人だって読みたい! 少女小説ガイド』（時事通信出版局、2020年11月）収録